# Institut de la montagne

Logo de l'Institut de la montagne.

 (mars 2008).
L'Institut de la montagne constitue une tête de réseau interdisciplinaire dans les connaissances et l'approche du développement durable de la montagne en France et en Europe. Il permet le partage entre divers acteurs tels que des chercheurs et des décideurs. Il anime de nombreux débats et permet de constituer un lieu de coopération. Il a une vocation française et européenne, avec une ouverture internationale.

## Organisation
L’Institut de la montagne a fait l’objet d’un groupement préfiguratif d’une cinquantaine de partenaires mis en place en novembre 2001 par voie de convention. Disposant d’une équipe de direction restreinte depuis 2002, l’Institut s’appuie désormais sur les moyens et les ressources apportés par deux structures distinctes mais travaillant en liaison étroite et permanente sous sa direction : l’UMS « Montagne » et l’ADIM.